# Andre Petroski
Andre Petroski (Municipio de Springfield, Pensilvania, Estados Unidos, 12 de junio de 1991) es un artista marcial mixto estadounidense que compite en la división de peso medio de Ultimate Fighting Championship.

## Primeros años
Habiendo luchado desde que tenía cuatro años, clasificó tres veces al estado en Springfield High School. Luego asistió a la Universidad de Carolina del Norte en Chapel Hill con una beca completa de lucha libre durante dos años, se transfirió a la Universidad Bloomsburg de Pensilvania y finalizó su carrera universitaria en la Universidad Kutztown de Pensilvania con especialización en comunicaciones. Mientras esperaba la graduación comenzó a entrenar jiu-jitsu brasileño y se dedicó por completo al arte.
Luchó contra una adicción a la heroína antes de recuperarse en 2018.

## Carrera de artes marciales mixtas

### Inicios
Comenzó a entrenar artes marciales mixtas a fines de 2015, tuvo su primera pelea amateur en enero siguiente y finalmente se convirtió en profesional en 2018. Hizo su debut profesional en Art Of War Cage Fighting 8, Petroski se enfrentó a Mark Krumine y ganó el combate por TKO en el primer asalto. Después de ganar sus siguientes dos combates por sumisión en el primer asalto, en Art Of War Cage Fighting 15, se enfrentó a Shedrick Goodridge por el Campeonato de Peso Medio de AOW, ganando por TKO en el segundo asalto. Defendió su título una vez contra Andre Hall en AOW 16, antes de encabezar LFA 93 contra Aaron Jeffrey. Perdió el primer combate de su carrera profesional, terminando tarde en el segundo asalto.
Acumulando un récord de 5-1 con un campeonato regional, se anunció que participaría en el torneo de peso medio de la temporada 29 de The Ultimate Fighter.

### The Ultimate Fighter
Se enfrentó a Aaron Phillips en la ronda de cuartos de final y avanzó a las semifinales por sumisión en el primer asalto. En las semifinales fue sometido en el segundo asalto por Bryan Battle y fue eliminado del torneo.

### Ultimate Fighting Championship
A pesar de haber sido eliminado de The Ultimate Fighter, firmó con UFC e hizo su debut contra Micheal Gillmore en UFC on ESPN: Barboza vs. Chikadze el 28 de agosto de 2021. Ganó el combate por TKO en el tercer asalto.
Reemplazó a Alen Amedovski con poca antelación y se enfrentó a Hu Yaozong en UFC 267 el 30 de octubre de 2021. Ganó el combate por sumisión en el tercer asalto.
Se enfrentó a Nick Maximov en UFC on ESPN: Błachowicz vs. Rakić el 14 de mayo de 2022. Ganó el combate por sumisión en el primer asalto.
Se enfrentó a Wellington Turman el 12 de noviembre de 2022 en UFC 281. Ganó el combate por decisión unánime.
Se enfrentó a Gerald Meerschaert el 19 de agosto de 2023 en UFC 292. Ganó el combate por decisión dividida.
Se enfrentó a Michel Pereira el 14 de octubre de 2023 en UFC Fight Night: Yusuff vs. Barboza. Perdió el combate por TKO en el primer asalto.
Se enfrentó a Jacob Malkoun el 30 de marzo de 2024 en UFC on ESPN: Blanchfield vs. Fiorot. Perdió el combate por TKO en el segundo asalto.
Se enfrentó a Josh Fremd el 13 de julio de 2024 en UFC on ESPN: Namajunas vs. Cortez. Ganó el combate por decisión unánime.

## Campeonatos y logros
- El arte de la lucha en jaula de guerra
  - Campeonato de peso mediano AOW (una vez; anterior)
    - Una exitosa defensa del título